# Farolim Costa Norte Porto Santo
Der Farolim Costa Norte Porto Santo ist ein 1995 errichteter Leuchtturm aus Fiberglas, der sich im Madeira-Archipel an der Nordküste der portugiesischen Insel Porto Santo befindet.

## Lage und Beschreibung
Ergänzend zu den beiden Leuchttürmen Farol do Ilhéu de Cima im Osten und Farol do Ilhéu de Ferro im Westen der Insel wurde 1995 ein dritter Leuchtturm an der Nordküste in Nähe des Dorfes Camacha errichtet. Er steht auf einer Höhe von 105 Metern und ist eine Konstruktion aus Fiberglas, die rot-weiß gestrichen ist. Die Höhe des Leuchtturms beträgt 4,5 Meter. Der Turm selber ist nicht zugänglich.
Das Leuchtfeuer ist unter der internationalen Nummer D-2763 registriert und befindet sich in einer Höhe von 110 Metern. Die Kennung besteht aus zwei weißen Blitzen im 10-Sekunden-Intervall. Die Sichtweite beträgt rund 12 Seemeilen (ca. 19 Kilometer). Die 50-Watt-Lampe wird von Batterien gespeist, deren Energie von Solarpaneelen stammt.